# Johan Jensen
Pour les articles homonymes, voir Jensen.
Johan Ludwig William Valdemar Jensen, surtout connu comme Johan Jensen, (8 mai 1859 à Nakskov – 5 mars 1925 à Copenhague) est un mathématicien et ingénieur danois. Il est surtout connu pour l'inégalité de Jensen. En 1915, il démontra également la formule de Jensen en analyse complexe.

## Biographie
Quoiqu'il soit né au Danemark, Jensen passa l'essentiel de son enfance dans le nord de la Suède, où son père était employé comme gérant. Sa famille ne rentra au Danemark qu'en 1876, année où il s’inscrivit au lycée technique de Copenhague. Malgré son goût pour les mathématiques, il n'apprit vraiment la théorie des fonctions analytiques et les mathématiques supérieures qu'après ses études, en autodidacte. Il fut recruté en 1881 comme ingénieur dans la filiale danoise de Bell Telephone Co., Kjøbenhavns Telefon Aktieselskab, dont il prit la direction des services techniques en 1890. Toutes ses recherches de mathématiques furent effectuées hors de son cadre professionnel.
Il a par ailleurs présidé la Société mathématique du Danemark (1892-1903).